# Dennis Ritchie
Dennis MacAlistair Ritchie, född 9 september 1941 i Bronxville, New York, död 12 oktober 2011 i New Jersey, var en amerikansk datavetare. Han var anställd på Bell Labs och är känd för sitt arbete med programspråken ALTRAN, B, BCPL, C, och operativsystemen Multics, och Unix.
Han tog examen i fysik och tillämpad matematik på Harvard. 1967 fick han anställning Bell Labs, och blev sedermera även chef för Lucent Technologies avdelning för System Software Research. 1983 mottog han tillsammans med kollegan Ken Thompson Turingpriset "för utvecklandet av en generisk teori för operativsystem och särskilt för implementationen av UNIX.".

## C och Unix

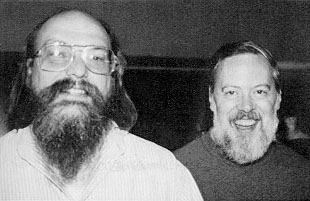
Ken Thompson (till vänster) med Dennis Ritchie (till höger).

På frågan om vad som gjorde att han skrev programspråket C på det vis han gjorde, lär Dennis Ritchie ha sagt att "det verkade vara en bra idé", och att vem som helst som varit där vid samma tidpunkt hade gjort likadant. En av hans kollegor på Bell Labs, Bjarne Stroustrup, som utvecklade och utformade programspråket C++, sade att "om Dennis i stället hade beslutat sig för att lägga det där decenniet på esoterisk matematik så hade Unix varit dödfött".
C är än idag (2012) ett av de största programspråken och delar toppen med andra språk som har sin grund i C, som C++, C#, Perl och Java. Inom operativsystemsvärlden har Unix haft stor påverkan; det finns många dialekter av systemet på marknaden idag som till exempel AIX, Solaris, Mac OS, BSD, IOS samt liknande system som Minix och det populära Linux. Även Microsoft, vars operativsystem Windows konkurrerar med Unix, har utvecklat verktyg och C-kompilatorer för användare och utvecklare av deras produkter.
Ritchie har även bidragit till de officiella efterföljarna till Unix och C, operativsystemen Plan 9 och Inferno samt programspråket Limbo, som alla baserar sig på hans tidigare arbete.

## Skrifter av Ritchie
- The C Programming Language (1978 med Brian W. Kernighan)
- Unix Programmer's Manual (1971)

## Citat
- "I am not now, nor have I ever been, a member of the demigodic party."
- "Usenet is a strange place."